# 2017년 세계마스터즈 실내육상 경기대회
제7회 세계마스터즈 실내육상 경기대회는 세계마스터즈육상경기연맹(WMA)의 주관으로 2017년 3월 19일부터 3월 25일까지 대한민국 대구광역시 대구 육상진흥센터 실내육상경기장에서 열릴 예정인 국제 육상 대회이다.